# Boom Chicka Boom
Boom Chicka Boom es el trigésimosexto álbum del cantante country Johnny Cash lanzado en 1988 bajo el sello disquero Mercury. Este CD incluye covers de "Cat's in the Cradle" de Harry Chapin y "Hidden Shame" de Elvis Costello y canciones de CD anteriores como "Don't Go Near the Water" del CD Ragged Old Flag (1974) que discute el tema de la contaminación ambiental.

En el 2003 Mercury combinó este CD y Johnny Cash is Coming to Town en un solo CD sacando la canción "Veteran's Day". El álbum llegó hasta el puesto 48 mientras que los sencillos "Farmer's Almanac" and "Cat's in the Cradle" no llegaron entre los 200 mejores.

## Canciones
1. Backstage Pass – 3:23
(Cash)
2. Cat's in the Cradle – 3:18
(Harry Chapin y Sandy Chapin)
3. Farmer's Almanac – 3:48
(Cash)
4. Don't Go Near the Water – 2:29
(Cash)
5. Family Bible – 2:49
(Walt Breeland, Paul Buskirk y Claude Gray)
6. Harley – 4:09
(Michael Martin Murphey y Chick Rains)
7. I Love You I Love You – 2:54
(Cash)
8. Hidden Shame – 3:59
(Elvis Costello)
9. Monteagle Mountain – 3:12
(Richard McGibony)
10. That's One You Owe Me – 3:01
(Jim Elliott y Mark D. Sanders)

```
       
En ediciones posteriores se agregó una canción extra
```

1. Veteran's Day – 2:58
(Tom Russell)

## Posicionamiento
Álbum - Billboard (América del Norte)
| Año  | Tabla           | Posición |
| ---- | --------------- | -------- |
| 1990 | Álbumes Country | 48       |